# Dawit Owasapian
Dawit Owasapian (orm. Դավիթ Օվասապյան; ur. 11 lutego 1998) – ormiański zapaśnik walczący w stylu klasycznym. Zajął jedenaste miejsce na mistrzostwach świata w 2021 i 2023 roku. 
Siódmy na mistrzostwach Europy w 2022, 2023 i 2024. Dwunasty na igrzyskach wojskowych w 2019. Srebrny medalista wojskowych MŚ w 2021. Piąty w indywidualnym Pucharze Świata w 2020. 
Drugi na MŚ U-23 w 2021; trzeci w 2019. Drugi na ME U-23 w 2021. Wicemistrz świata juniorów i trzeci na ME w 2018 roku.